# Pedro de Avendaño Suárez y Sousa
Pedro de Avendaño Suárez y Sousa (Cuautla de las Amilpas, 1655-México, 3 de marzo de 1705) fue un orador novohispano, contemporáneo de Sor Juana.

## Biografía
Procedente de una familia de mediana nobleza, Avendaño Suárez y Sousa ingresó en la Provincia novohispana de la Compañía de Jesús en 1670, a los 15 años de edad. Luego de destacar como predicador en la capital de la Nueva España, fue despedido de la institución jesuita en 1690. A los 35 años, Avendaño tuvo entonces que enfrentar la precariedad de una nueva vida profesional tal como Carlos de Sigüenza y Góngora, poco tiempo antes. Vetado por las autoridades eclesiásticas por su condición de expulso, se refugió en Puebla, protegido por el obispo Manuel Fernández de Santa Cruz.
Hacia 1695, Avendaño regresó a México donde se dedicó casi exclusivamente a la oratoria sagrada, ministerio que pudo llevar fuera de los canales institucionales. Esta actividad le abrió las puertas de la Corte virreinal de José Sarmiento de Valladares, Conde de Moctezuma. En 1703, Avendaño se enfrentó públicamente al arcediano vasco del cabildo de la catedral capitalina, Diego de Suazo y Coscojales. Murió dos años después a los 50 años, en 1705. Debido al prestigio alcanzado, la Compañía de Jesús le volvió a abrir de manera póstuma sus puertas y su cuerpo fue enterrado en la Casa Profesa de México.

## Publicaciones
- Avendaño Pedro, Sermón del glorioso abbad S. Bernardo, México, Imp. Viuda Ribera, 1687.
- Avendaño Pedro, Sermón que en la fiesta titular que celebra la Compañía de Bethlem, México, Imp. Viuda Ribera, 1688.
- Avendaño Pedro, Sermón de N.S.S.P. y Señor San Pedro, príncipe de la Iglesia, México, Imp. Guillena Carrascoso, 1694.
- Avendaño Pedro, Sermón del domingo de Ramos, que en la Santa Iglesia Cathedral de la Puebla de los Ángeles predicó D Pedro de Avendaño Suares de  Sousa, México, Imp. Juan Guillena Carrasco, 1695.
- Avendaño Pedro, Sermón de la esclarecida virgen, y ínclita martyr de Christo Sta Bárbara, México, Imp. Guillena Carascoso, 1697.
- Avendaño Pedro, Sermón del primer día de Pasqua, del Espiritu Santo, en su Hospital de México, México, Imp. Guillena Carrascoso, 1697.
- Avendaño Pedro, Sermón de San Miguel Arcángel, príncipe de todos los ángeles que en la fiesta titular, México, Imp. Guillena Carrascoso, 1697.
- Avendaño Pedro, Sermón de San Eligio, obispo de Noyons, que hizo D. Pedro de Avendaño Suarez de Soussa, México, Imp. Herederos viuda Calderón, 1698.
- Avendaño Pedro, Sermón del doctor Máximo S Gerónimo que en la fiesta titular que sus religiosissimas hijas le celebran, México, Imp. Guillena Carrascoso, 1699.
- Avendaño Pedro, Oración fúnebre panegírica, que en las honrras, que celebró a la Magestad, [sin impresor ni fecha], 1701.